# Lista di asteroidi (191001-192000)
Di seguito una lista di asteroidi dal numero 191001 al 192000 con data di scoperta e scopritore.

## 191001-191100
| Nome     | Designazione provvisoria | Data di scoperta | Scopritore      |
| -------- | ------------------------ | ---------------- | --------------- |
| 191001 - | 2001 YP53                | 18 dicembre 2001 | LINEAR          |
| 191002 - | 2001 YV67                | 18 dicembre 2001 | LINEAR          |
| 191003 - | 2001 YW85                | 18 dicembre 2001 | LINEAR          |
| 191004 - | 2001 YQ87                | 18 dicembre 2001 | LINEAR          |
| 191005 - | 2001 YB95                | 18 dicembre 2001 | NEAT            |
| 191006 - | 2001 YE109               | 18 dicembre 2001 | LINEAR          |
| 191007 - | 2001 YF111               | 19 dicembre 2001 | LINEAR          |
| 191008 - | 2001 YG122               | 17 dicembre 2001 | LINEAR          |
| 191009 - | 2001 YS132               | 20 dicembre 2001 | LINEAR          |
| 191010 - | 2002 AO10                | 5 gennaio 2002   | NEAT            |
| 191011 - | 2002 AM15                | 6 gennaio 2002   | LINEAR          |
| 191012 - | 2002 AZ29                | 8 gennaio 2002   | LINEAR          |
| 191013 - | 2002 AF45                | 9 gennaio 2002   | LINEAR          |
| 191014 - | 2002 AY45                | 9 gennaio 2002   | LINEAR          |
| 191015 - | 2002 AQ51                | 9 gennaio 2002   | LINEAR          |
| 191016 - | 2002 AX63                | 11 gennaio 2002  | LINEAR          |
| 191017 - | 2002 AM76                | 8 gennaio 2002   | LINEAR          |
| 191018 - | 2002 AU82                | 9 gennaio 2002   | LINEAR          |
| 191019 - | 2002 AG90                | 11 gennaio 2002  | LINEAR          |
| 191020 - | 2002 AR93                | 8 gennaio 2002   | LINEAR          |
| 191021 - | 2002 AV104               | 9 gennaio 2002   | LINEAR          |
| 191022 - | 2002 AL110               | 9 gennaio 2002   | LINEAR          |
| 191023 - | 2002 AZ111               | 9 gennaio 2002   | LINEAR          |
| 191024 - | 2002 AF139               | 9 gennaio 2002   | LINEAR          |
| 191025 - | 2002 AC149               | 14 gennaio 2002  | LINEAR          |
| 191026 - | 2002 AW159               | 13 gennaio 2002  | LINEAR          |
| 191027 - | 2002 AJ160               | 13 gennaio 2002  | LINEAR          |
| 191028 - | 2002 AS168               | 14 gennaio 2002  | LINEAR          |
| 191029 - | 2002 BR                  | 21 gennaio 2002  | Yeung, W. K. Y. |
| 191030 - | 2002 BD2                 | 21 gennaio 2002  | LINEAR          |
| 191031 - | 2002 BH14                | 19 gennaio 2002  | LINEAR          |
| 191032 - | 2002 BR16                | 19 gennaio 2002  | LINEAR          |
| 191033 - | 2002 BW21                | 19 gennaio 2002  | LINEAR          |
| 191034 - | 2002 BV26                | 18 gennaio 2002  | LONEOS          |
| 191035 - | 2002 CR9                 | 6 febbraio 2002  | LINEAR          |
| 191036 - | 2002 CG19                | 4 febbraio 2002  | NEAT            |
| 191037 - | 2002 CK19                | 4 febbraio 2002  | NEAT            |
| 191038 - | 2002 CD21                | 4 febbraio 2002  | NEAT            |
| 191039 - | 2002 CV24                | 6 febbraio 2002  | NEAT            |
| 191040 - | 2002 CU25                | 10 febbraio 2002 | LINEAR          |
| 191041 - | 2002 CY27                | 6 febbraio 2002  | LINEAR          |
| 191042 - | 2002 CE30                | 6 febbraio 2002  | LINEAR          |
| 191043 - | 2002 CP31                | 6 febbraio 2002  | LINEAR          |
| 191044 - | 2002 CQ31                | 6 febbraio 2002  | LINEAR          |
| 191045 - | 2002 CG32                | 6 febbraio 2002  | LINEAR          |
| 191046 - | 2002 CN39                | 11 febbraio 2002 | Yeung, W. K. Y. |
| 191047 - | 2002 CS42                | 7 febbraio 2002  | NEAT            |
| 191048 - | 2002 CM55                | 7 febbraio 2002  | LINEAR          |
| 191049 - | 2002 CE56                | 7 febbraio 2002  | LINEAR          |
| 191050 - | 2002 CE64                | 6 febbraio 2002  | LINEAR          |
| 191051 - | 2002 CK64                | 6 febbraio 2002  | LINEAR          |
| 191052 - | 2002 CC70                | 7 febbraio 2002  | LINEAR          |
| 191053 - | 2002 CS72                | 7 febbraio 2002  | LINEAR          |
| 191054 - | 2002 CZ80                | 7 febbraio 2002  | LINEAR          |
| 191055 - | 2002 CC81                | 7 febbraio 2002  | LINEAR          |
| 191056 - | 2002 CL98                | 7 febbraio 2002  | LINEAR          |
| 191057 - | 2002 CD100               | 7 febbraio 2002  | LINEAR          |
| 191058 - | 2002 CO105               | 7 febbraio 2002  | LINEAR          |
| 191059 - | 2002 CM108               | 7 febbraio 2002  | LINEAR          |
| 191060 - | 2002 CT111               | 7 febbraio 2002  | LINEAR          |
| 191061 - | 2002 CM118               | 7 febbraio 2002  | Spacewatch      |
| 191062 - | 2002 CD131               | 7 febbraio 2002  | LINEAR          |
| 191063 - | 2002 CJ137               | 8 febbraio 2002  | LINEAR          |
| 191064 - | 2002 CL138               | 8 febbraio 2002  | LINEAR          |
| 191065 - | 2002 CA139               | 8 febbraio 2002  | LINEAR          |
| 191066 - | 2002 CO143               | 9 febbraio 2002  | LINEAR          |
| 191067 - | 2002 CJ149               | 10 febbraio 2002 | LINEAR          |
| 191068 - | 2002 CL149               | 10 febbraio 2002 | LINEAR          |
| 191069 - | 2002 CA151               | 10 febbraio 2002 | LINEAR          |
| 191070 - | 2002 CC151               | 10 febbraio 2002 | LINEAR          |
| 191071 - | 2002 CJ155               | 6 febbraio 2002  | LINEAR          |
| 191072 - | 2002 CT177               | 10 febbraio 2002 | LINEAR          |
| 191073 - | 2002 CZ203               | 10 febbraio 2002 | LINEAR          |
| 191074 - | 2002 CP204               | 10 febbraio 2002 | LINEAR          |
| 191075 - | 2002 CM208               | 10 febbraio 2002 | LINEAR          |
| 191076 - | 2002 CE209               | 10 febbraio 2002 | LINEAR          |
| 191077 - | 2002 CA210               | 10 febbraio 2002 | LINEAR          |
| 191078 - | 2002 CE216               | 10 febbraio 2002 | LINEAR          |
| 191079 - | 2002 CN220               | 10 febbraio 2002 | LINEAR          |
| 191080 - | 2002 CS227               | 6 febbraio 2002  | NEAT            |
| 191081 - | 2002 CX231               | 6 febbraio 2002  | LINEAR          |
| 191082 - | 2002 CO245               | 13 febbraio 2002 | Spacewatch      |
| 191083 - | 2002 CR248               | 14 febbraio 2002 | NEAT            |
| 191084 - | 2002 CE249               | 14 febbraio 2002 | Spacewatch      |
| 191085 - | 2002 CX273               | 8 febbraio 2002  | Spacewatch      |
| 191086 - | 2002 CB280               | 7 febbraio 2002  | NEAT            |
| 191087 - | 2002 CK281               | 8 febbraio 2002  | Spacewatch      |
| 191088 - | 2002 CP286               | 10 febbraio 2002 | LINEAR          |
| 191089 - | 2002 CS291               | 10 febbraio 2002 | LINEAR          |
| 191090 - | 2002 CS302               | 12 febbraio 2002 | LINEAR          |
| 191091 - | 2002 CU312               | 13 febbraio 2002 | NEAT            |
| 191092 - | 2002 CP314               | 11 febbraio 2002 | LINEAR          |
| 191093 - | 2002 EF                  | 3 marzo 2002     | Sposetti, S.    |
| 191094 - | 2002 EA3                 | 9 marzo 2002     | LINEAR          |
| 191095 - | 2002 ER5                 | 9 marzo 2002     | LINEAR          |
| 191096 - | 2002 EO6                 | 6 marzo 2002     | McNaught, R. H. |
| 191097 - | 2002 EJ10                | 14 marzo 2002    | NEAT            |
| 191098 - | 2002 EK11                | 13 marzo 2002    | NEAT            |
| 191099 - | 2002 EQ11                | 14 marzo 2002    | LINEAR          |
| 191100 - | 2002 EH14                | 5 marzo 2002     | NEAT            |

## 191101-191200
| Nome     | Designazione provvisoria | Data di scoperta | Scopritore      |
| -------- | ------------------------ | ---------------- | --------------- |
| 191101 - | 2002 EO14                | 6 marzo 2002     | NEAT            |
| 191102 - | 2002 EW14                | 5 marzo 2002     | Spacewatch      |
| 191103 - | 2002 EF42                | 12 marzo 2002    | LINEAR          |
| 191104 - | 2002 ET44                | 10 marzo 2002    | NEAT            |
| 191105 - | 2002 EM48                | 12 marzo 2002    | NEAT            |
| 191106 - | 2002 ED56                | 13 marzo 2002    | LINEAR          |
| 191107 - | 2002 ER57                | 13 marzo 2002    | LINEAR          |
| 191108 - | 2002 EX58                | 13 marzo 2002    | LINEAR          |
| 191109 - | 2002 EW62                | 13 marzo 2002    | LINEAR          |
| 191110 - | 2002 EG67                | 13 marzo 2002    | LINEAR          |
| 191111 - | 2002 EU71                | 13 marzo 2002    | LINEAR          |
| 191112 - | 2002 EE72                | 13 marzo 2002    | LINEAR          |
| 191113 - | 2002 EY73                | 13 marzo 2002    | LINEAR          |
| 191114 - | 2002 EB81                | 13 marzo 2002    | NEAT            |
| 191115 - | 2002 ES83                | 9 marzo 2002     | LINEAR          |
| 191116 - | 2002 ES84                | 9 marzo 2002     | LINEAR          |
| 191117 - | 2002 EG90                | 12 marzo 2002    | LINEAR          |
| 191118 - | 2002 EE93                | 14 marzo 2002    | LINEAR          |
| 191119 - | 2002 EY93                | 14 marzo 2002    | LINEAR          |
| 191120 - | 2002 EZ130               | 12 marzo 2002    | NEAT            |
| 191121 - | 2002 EF131               | 13 marzo 2002    | LINEAR          |
| 191122 - | 2002 EU131               | 13 marzo 2002    | Spacewatch      |
| 191123 - | 2002 EB135               | 13 marzo 2002    | NEAT            |
| 191124 - | 2002 EL137               | 12 marzo 2002    | NEAT            |
| 191125 - | 2002 EG138               | 12 marzo 2002    | NEAT            |
| 191126 - | 2002 EU138               | 12 marzo 2002    | NEAT            |
| 191127 - | 2002 FC1                 | 18 marzo 2002    | Yeung, W. K. Y. |
| 191128 - | 2002 FM2                 | 19 marzo 2002    | Yeung, W. K. Y. |
| 191129 - | 2002 FP10                | 17 marzo 2002    | LINEAR          |
| 191130 - | 2002 FE35                | 20 marzo 2002    | LINEAR          |
| 191131 - | 2002 GH5                 | 10 aprile 2002   | LINEAR          |
| 191132 - | 2002 GK23                | 15 aprile 2002   | NEAT            |
| 191133 - | 2002 GF33                | 1 aprile 2002    | LONEOS          |
| 191134 - | 2002 GH33                | 1 aprile 2002    | LONEOS          |
| 191135 - | 2002 GG43                | 4 aprile 2002    | NEAT            |
| 191136 - | 2002 GC45                | 4 aprile 2002    | NEAT            |
| 191137 - | 2002 GT56                | 5 aprile 2002    | NEAT            |
| 191138 - | 2002 GX70                | 8 aprile 2002    | Bickel, W.      |
| 191139 - | 2002 GG76                | 9 aprile 2002    | Spacewatch      |
| 191140 - | 2002 GM86                | 10 aprile 2002   | LINEAR          |
| 191141 - | 2002 GP87                | 10 aprile 2002   | LINEAR          |
| 191142 - | 2002 GM102               | 10 aprile 2002   | LINEAR          |
| 191143 - | 2002 GS102               | 10 aprile 2002   | LINEAR          |
| 191144 - | 2002 GH113               | 11 aprile 2002   | LONEOS          |
| 191145 - | 2002 GH119               | 12 aprile 2002   | NEAT            |
| 191146 - | 2002 GT128               | 12 aprile 2002   | LINEAR          |
| 191147 - | 2002 GS130               | 12 aprile 2002   | LINEAR          |
| 191148 - | 2002 GW140               | 13 aprile 2002   | NEAT            |
| 191149 - | 2002 GO148               | 14 aprile 2002   | LINEAR          |
| 191150 - | 2002 GG149               | 14 aprile 2002   | NEAT            |
| 191151 - | 2002 GA173               | 10 aprile 2002   | LINEAR          |
| 191152 - | 2002 HP2                 | 16 aprile 2002   | LINEAR          |
| 191153 - | 2002 HS4                 | 17 aprile 2002   | LINEAR          |
| 191154 - | 2002 HA11                | 18 aprile 2002   | NEAT            |
| 191155 - | 2002 JO36                | 4 maggio 2002    | LONEOS          |
| 191156 - | 2002 JG38                | 9 maggio 2002    | NEAT            |
| 191157 - | 2002 JH38                | 9 maggio 2002    | NEAT            |
| 191158 - | 2002 JX43                | 9 maggio 2002    | LINEAR          |
| 191159 - | 2002 JG71                | 8 maggio 2002    | LINEAR          |
| 191160 - | 2002 JV73                | 8 maggio 2002    | LINEAR          |
| 191161 - | 2002 JY86                | 11 maggio 2002   | LINEAR          |
| 191162 - | 2002 JN122               | 6 maggio 2002    | LINEAR          |
| 191163 - | 2002 JN125               | 7 maggio 2002    | NEAT            |
| 191164 - | 2002 JD148               | 8 maggio 2002    | LONEOS          |
| 191165 - | 2002 JR148               | 9 maggio 2002    | NEAT            |
| 191166 - | 2002 KQ2                 | 18 maggio 2002   | NEAT            |
| 191167 - | 2002 LK6                 | 1 giugno 2002    | LINEAR          |
| 191168 - | 2002 LX29                | 9 giugno 2002    | NEAT            |
| 191169 - | 2002 LJ36                | 9 giugno 2002    | LINEAR          |
| 191170 - | 2002 MF3                 | 19 giugno 2002   | LINEAR          |
| 191171 - | 2002 MF5                 | 16 giugno 2002   | NEAT            |
| 191172 - | 2002 MH5                 | 20 giugno 2002   | NEAT            |
| 191173 - | 2002 ND11                | 4 luglio 2002    | NEAT            |
| 191174 - | 2002 NF12                | 4 luglio 2002    | NEAT            |
| 191175 - | 2002 NT21                | 9 luglio 2002    | LINEAR          |
| 191176 - | 2002 NA32                | 13 luglio 2002   | LINEAR          |
| 191177 - | 2002 NX35                | 9 luglio 2002    | LINEAR          |
| 191178 - | 2002 NS36                | 9 luglio 2002    | LINEAR          |
| 191179 - | 2002 NR43                | 15 luglio 2002   | NEAT            |
| 191180 - | 2002 NA47                | 12 luglio 2002   | NEAT            |
| 191181 - | 2002 NZ52                | 14 luglio 2002   | NEAT            |
| 191182 - | 2002 NR53                | 14 luglio 2002   | NEAT            |
| 191183 - | 2002 NZ55                | 12 luglio 2002   | NEAT            |
| 191184 - | 2002 NC56                | 15 luglio 2002   | NEAT            |
| 191185 - | 2002 OK10                | 22 luglio 2002   | NEAT            |
| 191186 - | 2002 OW10                | 22 luglio 2002   | NEAT            |
| 191187 - | 2002 OH11                | 16 luglio 2002   | NEAT            |
| 191188 - | 2002 OD16                | 18 luglio 2002   | LINEAR          |
| 191189 - | 2002 OP16                | 18 luglio 2002   | LINEAR          |
| 191190 - | 2002 OA20                | 23 luglio 2002   | NEAT            |
| 191191 - | 2002 OY20                | 22 luglio 2002   | NEAT            |
| 191192 - | 2002 PA4                 | 4 agosto 2002    | NEAT            |
| 191193 - | 2002 PV4                 | 4 agosto 2002    | NEAT            |
| 191194 - | 2002 PV5                 | 4 agosto 2002    | NEAT            |
| 191195 - | 2002 PN15                | 6 agosto 2002    | NEAT            |
| 191196 - | 2002 PW15                | 6 agosto 2002    | NEAT            |
| 191197 - | 2002 PS37                | 6 agosto 2002    | NEAT            |
| 191198 - | 2002 PC47                | 10 agosto 2002   | LINEAR          |
| 191199 - | 2002 PO47                | 10 agosto 2002   | LINEAR          |
| 191200 - | 2002 PA70                | 11 agosto 2002   | LINEAR          |

## 191201-191300
| Nome           | Designazione provvisoria | Data di scoperta  | Scopritore                   |
| -------------- | ------------------------ | ----------------- | ---------------------------- |
| 191201 -       | 2002 PN71                | 12 agosto 2002    | LINEAR                       |
| 191202 -       | 2002 PJ82                | 9 agosto 2002     | LINEAR                       |
| 191203 -       | 2002 PT94                | 12 agosto 2002    | NEAT                         |
| 191204 -       | 2002 PN97                | 14 agosto 2002    | LINEAR                       |
| 191205 -       | 2002 PS105               | 12 agosto 2002    | LINEAR                       |
| 191206 -       | 2002 PP109               | 13 agosto 2002    | LONEOS                       |
| 191207 -       | 2002 PH169               | 8 agosto 2002     | NEAT                         |
| 191208 -       | 2002 QU28                | 29 agosto 2002    | NEAT                         |
| 191209 -       | 2002 QE32                | 29 agosto 2002    | NEAT                         |
| 191210 -       | 2002 QR41                | 29 agosto 2002    | NEAT                         |
| 191211 -       | 2002 QC58                | 17 agosto 2002    | Lowe, A.                     |
| 191212 -       | 2002 QV116               | 29 agosto 2002    | NEAT                         |
| 191213 -       | 2002 RA1                 | 2 settembre 2002  | Crawford, G.                 |
| 191214 -       | 2002 RO30                | 4 settembre 2002  | LONEOS                       |
| 191215 -       | 2002 RA39                | 5 settembre 2002  | LINEAR                       |
| 191216 -       | 2002 RJ40                | 5 settembre 2002  | LINEAR                       |
| 191217 -       | 2002 RX43                | 5 settembre 2002  | LINEAR                       |
| 191218 -       | 2002 RY50                | 5 settembre 2002  | LINEAR                       |
| 191219 -       | 2002 RC71                | 4 settembre 2002  | NEAT                         |
| 191220 -       | 2002 RU74                | 5 settembre 2002  | LINEAR                       |
| 191221 -       | 2002 RL85                | 5 settembre 2002  | LINEAR                       |
| 191222 -       | 2002 RY88                | 5 settembre 2002  | LINEAR                       |
| 191223 -       | 2002 RK124               | 9 settembre 2002  | NEAT                         |
| 191224 -       | 2002 RK146               | 11 settembre 2002 | NEAT                         |
| 191225 -       | 2002 RN150               | 11 settembre 2002 | NEAT                         |
| 191226 -       | 2002 RC170               | 13 settembre 2002 | NEAT                         |
| 191227 -       | 2002 RA239               | 1 settembre 2002  | Matson, R.                   |
| 191228 -       | 2002 RN242               | 3 settembre 2002  | Dellinger, J., Dillon, W. G. |
| 191229 -       | 2002 RQ246               | 15 settembre 2002 | NEAT                         |
| 191230 -       | 2002 SG1                 | 26 settembre 2002 | NEAT                         |
| 191231 -       | 2002 SR6                 | 27 settembre 2002 | NEAT                         |
| 191232 -       | 2002 SL18                | 26 settembre 2002 | LINEAR                       |
| 191233 -       | 2002 SX45                | 29 settembre 2002 | Spacewatch                   |
| 191234 -       | 2002 TX17                | 2 ottobre 2002    | LINEAR                       |
| 191235 -       | 2002 TB122               | 3 ottobre 2002    | CINEOS                       |
| 191236 -       | 2002 TT139               | 4 ottobre 2002    | LONEOS                       |
| 191237 -       | 2002 TA175               | 4 ottobre 2002    | LINEAR                       |
| 191238 -       | 2002 UP27                | 31 ottobre 2002   | NEAT                         |
| 191239 -       | 2002 VW13                | 4 novembre 2002   | Spacewatch                   |
| 191240 -       | 2002 VX16                | 5 novembre 2002   | LINEAR                       |
| 191241 -       | 2002 VN103               | 12 novembre 2002  | LINEAR                       |
| 191242 -       | 2002 XA35                | 6 dicembre 2002   | LINEAR                       |
| 191243 -       | 2002 XJ60                | 10 dicembre 2002  | LINEAR                       |
| 191244 -       | 2002 YC4                 | 27 dicembre 2002  | LONEOS                       |
| 191245 -       | 2002 YL9                 | 31 dicembre 2002  | LINEAR                       |
| 191246 -       | 2002 YV15                | 31 dicembre 2002  | LINEAR                       |
| 191247 -       | 2002 YM29                | 31 dicembre 2002  | LINEAR                       |
| 191248 -       | 2002 YO29                | 31 dicembre 2002  | LINEAR                       |
| 191249 -       | 2003 AS38                | 7 gennaio 2003    | LINEAR                       |
| 191250 -       | 2003 AL69                | 7 gennaio 2003    | LINEAR                       |
| 191251 -       | 2003 AV90                | 5 gennaio 2003    | LONEOS                       |
| 191252 -       | 2003 BS2                 | 26 gennaio 2003   | NEAT                         |
| 191253 -       | 2003 BE9                 | 26 gennaio 2003   | LONEOS                       |
| 191254 -       | 2003 BO9                 | 26 gennaio 2003   | NEAT                         |
| 191255 -       | 2003 BP18                | 27 gennaio 2003   | LINEAR                       |
| 191256 -       | 2003 BW27                | 26 gennaio 2003   | NEAT                         |
| 191257 -       | 2003 BE33                | 27 gennaio 2003   | NEAT                         |
| 191258 -       | 2003 BV33                | 28 gennaio 2003   | LINEAR                       |
| 191259 -       | 2003 BL37                | 28 gennaio 2003   | Spacewatch                   |
| 191260 -       | 2003 BM49                | 27 gennaio 2003   | LONEOS                       |
| 191261 -       | 2003 BK53                | 27 gennaio 2003   | LONEOS                       |
| 191262 -       | 2003 BW54                | 27 gennaio 2003   | NEAT                         |
| 191263 -       | 2003 BK60                | 27 gennaio 2003   | NEAT                         |
| 191264 -       | 2003 BA61                | 27 gennaio 2003   | NEAT                         |
| 191265 -       | 2003 BU77                | 30 gennaio 2003   | LINEAR                       |
| 191266 -       | 2003 BG82                | 30 gennaio 2003   | NEAT                         |
| 191267 -       | 2003 CO3                 | 3 febbraio 2003   | Spacewatch                   |
| 191268 -       | 2003 CM24                | 4 febbraio 2003   | Barbieri, C.                 |
| 191269 -       | 2003 DB2                 | 21 febbraio 2003  | NEAT                         |
| 191270 -       | 2003 DN13                | 26 febbraio 2003  | NEAT                         |
| 191271 -       | 2003 ER5                 | 5 marzo 2003      | LINEAR                       |
| 191272 -       | 2003 EM6                 | 6 marzo 2003      | LONEOS                       |
| 191273 -       | 2003 EA13                | 6 marzo 2003      | NEAT                         |
| 191274 -       | 2003 EJ13                | 6 marzo 2003      | NEAT                         |
| 191275 -       | 2003 ES18                | 6 marzo 2003      | LONEOS                       |
| 191276 -       | 2003 EZ26                | 6 marzo 2003      | LONEOS                       |
| 191277 -       | 2003 EN29                | 6 marzo 2003      | LINEAR                       |
| 191278 -       | 2003 ED38                | 8 marzo 2003      | LONEOS                       |
| 191279 -       | 2003 EV51                | 11 marzo 2003     | NEAT                         |
| 191280 -       | 2003 EZ56                | 9 marzo 2003      | NEAT                         |
| 191281 -       | 2003 EN62                | 9 marzo 2003      | LINEAR                       |
| 191282 Feustel | 2003 FS                  | 22 marzo 2003     | KLENOT                       |
| 191283 -       | 2003 FX12                | 23 marzo 2003     | Spacewatch                   |
| 191284 -       | 2003 FA36                | 23 marzo 2003     | Spacewatch                   |
| 191285 -       | 2003 FU57                | 26 marzo 2003     | Spacewatch                   |
| 191286 -       | 2003 FY57                | 26 marzo 2003     | Spacewatch                   |
| 191287 -       | 2003 FD75                | 26 marzo 2003     | NEAT                         |
| 191288 -       | 2003 FZ77                | 27 marzo 2003     | NEAT                         |
| 191289 -       | 2003 FR94                | 29 marzo 2003     | LONEOS                       |
| 191290 -       | 2003 FR102               | 31 marzo 2003     | Spacewatch                   |
| 191291 -       | 2003 FH103               | 24 marzo 2003     | Spacewatch                   |
| 191292 -       | 2003 FF107               | 30 marzo 2003     | LINEAR                       |
| 191293 -       | 2003 FK107               | 30 marzo 2003     | LINEAR                       |
| 191294 -       | 2003 FM108               | 31 marzo 2003     | LONEOS                       |
| 191295 -       | 2003 FX112               | 30 marzo 2003     | Spacewatch                   |
| 191296 -       | 2003 FQ128               | 29 marzo 2003     | LONEOS                       |
| 191297 -       | 2003 GP2                 | 1 aprile 2003     | NEAT                         |
| 191298 -       | 2003 GG8                 | 3 aprile 2003     | LONEOS                       |
| 191299 -       | 2003 GH9                 | 2 aprile 2003     | LINEAR                       |
| 191300 -       | 2003 GS9                 | 2 aprile 2003     | LINEAR                       |

## 191301-191400
| Nome           | Designazione provvisoria | Data di scoperta  | Scopritore               |
| -------------- | ------------------------ | ----------------- | ------------------------ |
| 191301 -       | 2003 GP12                | 1 aprile 2003     | LINEAR                   |
| 191302 -       | 2003 GD32                | 8 aprile 2003     | LINEAR                   |
| 191303 -       | 2003 GU35                | 5 aprile 2003     | LONEOS                   |
| 191304 -       | 2003 GD44                | 9 aprile 2003     | LINEAR                   |
| 191305 -       | 2003 HQ20                | 24 aprile 2003    | LONEOS                   |
| 191306 -       | 2003 HV20                | 24 aprile 2003    | LONEOS                   |
| 191307 -       | 2003 HV21                | 27 aprile 2003    | LONEOS                   |
| 191308 -       | 2003 HX29                | 28 aprile 2003    | LONEOS                   |
| 191309 -       | 2003 HQ30                | 28 aprile 2003    | NEAT                     |
| 191310 -       | 2003 HM32                | 28 aprile 2003    | LONEOS                   |
| 191311 -       | 2003 HV37                | 28 aprile 2003    | LONEOS                   |
| 191312 -       | 2003 HX38                | 29 aprile 2003    | NEAT                     |
| 191313 -       | 2003 HJ41                | 29 aprile 2003    | NEAT                     |
| 191314 -       | 2003 HC44                | 27 aprile 2003    | LONEOS                   |
| 191315 -       | 2003 HT46                | 28 aprile 2003    | LINEAR                   |
| 191316 -       | 2003 HZ47                | 30 aprile 2003    | LINEAR                   |
| 191317 -       | 2003 HK55                | 25 aprile 2003    | CINEOS                   |
| 191318 -       | 2003 HT57                | 25 aprile 2003    | Sloan Digital Sky Survey |
| 191319 -       | 2003 JW7                 | 2 maggio 2003     | LINEAR                   |
| 191320 -       | 2003 JZ12                | 4 maggio 2003     | Bickel, W.               |
| 191321 -       | 2003 JF18                | 1 maggio 2003     | Spacewatch               |
| 191322 -       | 2003 KJ                  | 20 maggio 2003    | LONEOS                   |
| 191323 -       | 2003 KN                  | 22 maggio 2003    | Young, J. W.             |
| 191324 -       | 2003 KA4                 | 23 maggio 2003    | Broughton, J.            |
| 191325 -       | 2003 LQ2                 | 3 giugno 2003     | LINEAR                   |
| 191326 -       | 2003 MV5                 | 26 giugno 2003    | LINEAR                   |
| 191327 -       | 2003 MO12                | 29 giugno 2003    | LINEAR                   |
| 191328 -       | 2003 OT6                 | 21 luglio 2003    | NEAT                     |
| 191329 -       | 2003 OB18                | 24 luglio 2003    | CINEOS                   |
| 191330 -       | 2003 OX28                | 24 luglio 2003    | NEAT                     |
| 191331 -       | 2003 OZ28                | 24 luglio 2003    | NEAT                     |
| 191332 -       | 2003 PK7                 | 1 agosto 2003     | NEAT                     |
| 191333 -       | 2003 QR1                 | 19 agosto 2003    | CINEOS                   |
| 191334 -       | 2003 QB2                 | 19 agosto 2003    | CINEOS                   |
| 191335 -       | 2003 QC5                 | 20 agosto 2003    | CINEOS                   |
| 191336 -       | 2003 QS7                 | 21 agosto 2003    | NEAT                     |
| 191337 -       | 2003 QN11                | 21 agosto 2003    | NEAT                     |
| 191338 -       | 2003 QD13                | 22 agosto 2003    | NEAT                     |
| 191339 -       | 2003 QD19                | 22 agosto 2003    | NEAT                     |
| 191340 -       | 2003 QT22                | 20 agosto 2003    | NEAT                     |
| 191341 Lánczos | 2003 QC31                | 24 agosto 2003    | Piszkesteto              |
| 191342 -       | 2003 QK32                | 21 agosto 2003    | NEAT                     |
| 191343 -       | 2003 QF33                | 22 agosto 2003    | LINEAR                   |
| 191344 -       | 2003 QK33                | 22 agosto 2003    | NEAT                     |
| 191345 -       | 2003 QN33                | 22 agosto 2003    | NEAT                     |
| 191346 -       | 2003 QH39                | 22 agosto 2003    | NEAT                     |
| 191347 -       | 2003 QZ41                | 22 agosto 2003    | LINEAR                   |
| 191348 -       | 2003 QL42                | 22 agosto 2003    | LINEAR                   |
| 191349 -       | 2003 QF46                | 23 agosto 2003    | NEAT                     |
| 191350 -       | 2003 QF48                | 20 agosto 2003    | NEAT                     |
| 191351 -       | 2003 QY58                | 23 agosto 2003    | NEAT                     |
| 191352 -       | 2003 QS66                | 22 agosto 2003    | LINEAR                   |
| 191353 -       | 2003 QL67                | 23 agosto 2003    | LINEAR                   |
| 191354 -       | 2003 QD69                | 23 agosto 2003    | NEAT                     |
| 191355 -       | 2003 QZ73                | 24 agosto 2003    | LINEAR                   |
| 191356 -       | 2003 QW75                | 24 agosto 2003    | LINEAR                   |
| 191357 -       | 2003 QE79                | 24 agosto 2003    | LINEAR                   |
| 191358 -       | 2003 QH80                | 22 agosto 2003    | NEAT                     |
| 191359 -       | 2003 QR81                | 23 agosto 2003    | NEAT                     |
| 191360 -       | 2003 QZ84                | 24 agosto 2003    | LINEAR                   |
| 191361 -       | 2003 QD87                | 25 agosto 2003    | LINEAR                   |
| 191362 -       | 2003 QG87                | 25 agosto 2003    | LINEAR                   |
| 191363 -       | 2003 QS93                | 28 agosto 2003    | NEAT                     |
| 191364 -       | 2003 QQ94                | 28 agosto 2003    | NEAT                     |
| 191365 -       | 2003 QA102               | 30 agosto 2003    | Spacewatch               |
| 191366 -       | 2003 QB107               | 31 agosto 2003    | LINEAR                   |
| 191367 -       | 2003 QD113               | 31 agosto 2003    | LINEAR                   |
| 191368 -       | 2003 RQ5                 | 3 settembre 2003  | LINEAR                   |
| 191369 -       | 2003 RR7                 | 3 settembre 2003  | Broughton, J.            |
| 191370 -       | 2003 RO9                 | 4 settembre 2003  | LINEAR                   |
| 191371 -       | 2003 RS9                 | 4 settembre 2003  | CINEOS                   |
| 191372 -       | 2003 RP13                | 15 settembre 2003 | NEAT                     |
| 191373 -       | 2003 RD14                | 15 settembre 2003 | NEAT                     |
| 191374 -       | 2003 RK14                | 14 settembre 2003 | NEAT                     |
| 191375 -       | 2003 RO26                | 3 settembre 2003  | NEAT                     |
| 191376 -       | 2003 RZ26                | 2 settembre 2003  | LINEAR                   |
| 191377 -       | 2003 SQ                  | 16 settembre 2003 | Spacewatch               |
| 191378 -       | 2003 SJ4                 | 16 settembre 2003 | Spacewatch               |
| 191379 -       | 2003 SY7                 | 16 settembre 2003 | NEAT                     |
| 191380 -       | 2003 SH8                 | 16 settembre 2003 | Spacewatch               |
| 191381 -       | 2003 SD17                | 18 settembre 2003 | CINEOS                   |
| 191382 -       | 2003 SR18                | 16 settembre 2003 | Spacewatch               |
| 191383 -       | 2003 SM22                | 16 settembre 2003 | Spacewatch               |
| 191384 -       | 2003 SZ27                | 18 settembre 2003 | NEAT                     |
| 191385 -       | 2003 SU39                | 16 settembre 2003 | NEAT                     |
| 191386 -       | 2003 SK40                | 16 settembre 2003 | NEAT                     |
| 191387 -       | 2003 SO40                | 16 settembre 2003 | NEAT                     |
| 191388 -       | 2003 SU40                | 16 settembre 2003 | NEAT                     |
| 191389 -       | 2003 SQ42                | 16 settembre 2003 | LONEOS                   |
| 191390 -       | 2003 SH44                | 16 settembre 2003 | LONEOS                   |
| 191391 -       | 2003 SR44                | 16 settembre 2003 | LONEOS                   |
| 191392 -       | 2003 SC45                | 16 settembre 2003 | LONEOS                   |
| 191393 -       | 2003 SO47                | 17 settembre 2003 | NEAT                     |
| 191394 -       | 2003 SN48                | 18 settembre 2003 | NEAT                     |
| 191395 -       | 2003 SQ48                | 18 settembre 2003 | NEAT                     |
| 191396 -       | 2003 SB50                | 18 settembre 2003 | NEAT                     |
| 191397 -       | 2003 ST59                | 17 settembre 2003 | LONEOS                   |
| 191398 -       | 2003 SH63                | 17 settembre 2003 | LINEAR                   |
| 191399 -       | 2003 SO67                | 19 settembre 2003 | LINEAR                   |
| 191400 -       | 2003 SZ70                | 18 settembre 2003 | Spacewatch               |

## 191401-191500
| Nome             | Designazione provvisoria | Data di scoperta  | Scopritore      |
| ---------------- | ------------------------ | ----------------- | --------------- |
| 191401 -         | 2003 SZ73                | 18 settembre 2003 | Spacewatch      |
| 191402 -         | 2003 SM76                | 18 settembre 2003 | Spacewatch      |
| 191403 -         | 2003 SB78                | 19 settembre 2003 | Spacewatch      |
| 191404 -         | 2003 SZ79                | 19 settembre 2003 | Spacewatch      |
| 191405 -         | 2003 SZ81                | 17 settembre 2003 | Spacewatch      |
| 191406 -         | 2003 SD82                | 17 settembre 2003 | Spacewatch      |
| 191407 -         | 2003 SJ86                | 16 settembre 2003 | NEAT            |
| 191408 -         | 2003 SP86                | 16 settembre 2003 | NEAT            |
| 191409 -         | 2003 SJ88                | 18 settembre 2003 | CINEOS          |
| 191410 -         | 2003 SS92                | 18 settembre 2003 | Spacewatch      |
| 191411 -         | 2003 SW93                | 18 settembre 2003 | Spacewatch      |
| 191412 -         | 2003 SX103               | 20 settembre 2003 | LINEAR          |
| 191413 -         | 2003 SQ104               | 20 settembre 2003 | LINEAR          |
| 191414 -         | 2003 SW109               | 20 settembre 2003 | Spacewatch      |
| 191415 -         | 2003 SA110               | 20 settembre 2003 | NEAT            |
| 191416 -         | 2003 SZ119               | 17 settembre 2003 | Spacewatch      |
| 191417 -         | 2003 SU137               | 21 settembre 2003 | CINEOS          |
| 191418 -         | 2003 SW138               | 20 settembre 2003 | NEAT            |
| 191419 -         | 2003 SZ138               | 21 settembre 2003 | LINEAR          |
| 191420 -         | 2003 SN139               | 18 settembre 2003 | LINEAR          |
| 191421 -         | 2003 SM146               | 20 settembre 2003 | NEAT            |
| 191422 -         | 2003 SW146               | 20 settembre 2003 | NEAT            |
| 191423 -         | 2003 SX146               | 20 settembre 2003 | NEAT            |
| 191424 -         | 2003 SA147               | 20 settembre 2003 | NEAT            |
| 191425 -         | 2003 SO148               | 16 settembre 2003 | Spacewatch      |
| 191426 -         | 2003 SR149               | 17 settembre 2003 | LINEAR          |
| 191427 -         | 2003 SC154               | 19 settembre 2003 | LONEOS          |
| 191428 -         | 2003 SC155               | 19 settembre 2003 | LONEOS          |
| 191429 -         | 2003 SL157               | 19 settembre 2003 | LONEOS          |
| 191430 -         | 2003 SH159               | 21 settembre 2003 | LINEAR          |
| 191431 -         | 2003 SZ159               | 20 settembre 2003 | NEAT            |
| 191432 -         | 2003 SJ163               | 19 settembre 2003 | Spacewatch      |
| 191433 -         | 2003 SW168               | 23 settembre 2003 | NEAT            |
| 191434 -         | 2003 SZ172               | 18 settembre 2003 | LINEAR          |
| 191435 -         | 2003 SX175               | 18 settembre 2003 | NEAT            |
| 191436 -         | 2003 SD177               | 18 settembre 2003 | NEAT            |
| 191437 -         | 2003 SR177               | 18 settembre 2003 | NEAT            |
| 191438 -         | 2003 SP178               | 19 settembre 2003 | LINEAR          |
| 191439 -         | 2003 SE182               | 20 settembre 2003 | LINEAR          |
| 191440 -         | 2003 SO182               | 20 settembre 2003 | CINEOS          |
| 191441 -         | 2003 ST185               | 22 settembre 2003 | LONEOS          |
| 191442 -         | 2003 SG189               | 22 settembre 2003 | LONEOS          |
| 191443 -         | 2003 SG192               | 20 settembre 2003 | CINEOS          |
| 191444 -         | 2003 SV193               | 20 settembre 2003 | LINEAR          |
| 191445 -         | 2003 SG194               | 20 settembre 2003 | LONEOS          |
| 191446 -         | 2003 SK199               | 21 settembre 2003 | LONEOS          |
| 191447 -         | 2003 SV201               | 26 settembre 2003 | Yeung, W. K. Y. |
| 191448 -         | 2003 SC203               | 22 settembre 2003 | LONEOS          |
| 191449 -         | 2003 ST208               | 23 settembre 2003 | NEAT            |
| 191450 -         | 2003 SU210               | 23 settembre 2003 | NEAT            |
| 191451 -         | 2003 SD212               | 25 settembre 2003 | NEAT            |
| 191452 -         | 2003 SL216               | 26 settembre 2003 | LINEAR          |
| 191453 -         | 2003 SZ217               | 27 settembre 2003 | Yeung, W. K. Y. |
| 191454 -         | 2003 SD221               | 28 settembre 2003 | LINEAR          |
| 191455 -         | 2003 ST225               | 26 settembre 2003 | LINEAR          |
| 191456 -         | 2003 SR226               | 26 settembre 2003 | LINEAR          |
| 191457 -         | 2003 ST231               | 24 settembre 2003 | NEAT            |
| 191458 -         | 2003 SS236               | 26 settembre 2003 | LINEAR          |
| 191459 -         | 2003 SL254               | 27 settembre 2003 | Spacewatch      |
| 191460 -         | 2003 SE258               | 28 settembre 2003 | Spacewatch      |
| 191461 -         | 2003 SD266               | 29 settembre 2003 | LINEAR          |
| 191462 -         | 2003 SF266               | 29 settembre 2003 | LINEAR          |
| 191463 -         | 2003 SJ266               | 29 settembre 2003 | LINEAR          |
| 191464 -         | 2003 SL269               | 26 settembre 2003 | Tucker, R. A.   |
| 191465 -         | 2003 SY269               | 24 settembre 2003 | NEAT            |
| 191466 -         | 2003 SB273               | 27 settembre 2003 | LINEAR          |
| 191467 -         | 2003 SD280               | 18 settembre 2003 | NEAT            |
| 191468 -         | 2003 SB282               | 19 settembre 2003 | LINEAR          |
| 191469 -         | 2003 SL286               | 21 settembre 2003 | NEAT            |
| 191470 -         | 2003 SM286               | 21 settembre 2003 | NEAT            |
| 191471 -         | 2003 SE289               | 28 settembre 2003 | LINEAR          |
| 191472 -         | 2003 ST291               | 30 settembre 2003 | LINEAR          |
| 191473 -         | 2003 SL292               | 25 settembre 2003 | NEAT            |
| 191474 -         | 2003 SO292               | 25 settembre 2003 | NEAT            |
| 191475 -         | 2003 SU292               | 26 settembre 2003 | LINEAR          |
| 191476 -         | 2003 SX296               | 16 settembre 2003 | NEAT            |
| 191477 -         | 2003 SE297               | 18 settembre 2003 | NEAT            |
| 191478 -         | 2003 SP303               | 17 settembre 2003 | NEAT            |
| 191479 -         | 2003 SR308               | 29 settembre 2003 | LONEOS          |
| 191480 -         | 2003 SR310               | 28 settembre 2003 | NEAT            |
| 191481 -         | 2003 SH312               | 26 settembre 2003 | Tucker, R. A.   |
| 191482 -         | 2003 SJ312               | 27 settembre 2003 | Tucker, R. A.   |
| 191483 -         | 2003 SH319               | 21 settembre 2003 | LONEOS          |
| 191484 -         | 2003 TA1                 | 3 ottobre 2003    | McClusky, J. V. |
| 191485 -         | 2003 TO2                 | 7 ottobre 2003    | Young, J. W.    |
| 191486 -         | 2003 TL7                 | 1 ottobre 2003    | LONEOS          |
| 191487 -         | 2003 TM7                 | 1 ottobre 2003    | LONEOS          |
| 191488 -         | 2003 TN15                | 15 ottobre 2003   | LONEOS          |
| 191489 -         | 2003 TW16                | 14 ottobre 2003   | LONEOS          |
| 191490 -         | 2003 TQ20                | 15 ottobre 2003   | NEAT            |
| 191491 -         | 2003 TF21                | 15 ottobre 2003   | LONEOS          |
| 191492 -         | 2003 TH57                | 5 ottobre 2003    | LINEAR          |
| 191493 -         | 2003 TT57                | 14 ottobre 2003   | NEAT            |
| 191494 Berndkoch | 2003 UE5                 | 16 ottobre 2003   | Martin, A.      |
| 191495 -         | 2003 UN11                | 20 ottobre 2003   | LINEAR          |
| 191496 -         | 2003 UU21                | 21 ottobre 2003   | McClusky, J. V. |
| 191497 -         | 2003 UL27                | 23 ottobre 2003   | Tucker, R. A.   |
| 191498 -         | 2003 UB37                | 16 ottobre 2003   | NEAT            |
| 191499 -         | 2003 UA41                | 16 ottobre 2003   | LONEOS          |
| 191500 -         | 2003 UR47                | 24 ottobre 2003   | NEAT            |

## 191501-191600
| Nome             | Designazione provvisoria | Data di scoperta | Scopritore                |
| ---------------- | ------------------------ | ---------------- | ------------------------- |
| 191501 -         | 2003 UA48                | 16 ottobre 2003  | Spacewatch                |
| 191502 -         | 2003 UL48                | 16 ottobre 2003  | LONEOS                    |
| 191503 -         | 2003 UW48                | 16 ottobre 2003  | LONEOS                    |
| 191504 -         | 2003 UL54                | 18 ottobre 2003  | NEAT                      |
| 191505 -         | 2003 UQ57                | 16 ottobre 2003  | NEAT                      |
| 191506 -         | 2003 UT63                | 16 ottobre 2003  | LONEOS                    |
| 191507 -         | 2003 UK65                | 16 ottobre 2003  | NEAT                      |
| 191508 -         | 2003 UA73                | 19 ottobre 2003  | Spacewatch                |
| 191509 -         | 2003 UD83                | 16 ottobre 2003  | LONEOS                    |
| 191510 -         | 2003 UK85                | 18 ottobre 2003  | Spacewatch                |
| 191511 -         | 2003 UT86                | 18 ottobre 2003  | NEAT                      |
| 191512 -         | 2003 UA87                | 18 ottobre 2003  | NEAT                      |
| 191513 -         | 2003 UJ89                | 20 ottobre 2003  | Spacewatch                |
| 191514 -         | 2003 UQ92                | 20 ottobre 2003  | NEAT                      |
| 191515 -         | 2003 UB111               | 19 ottobre 2003  | NEAT                      |
| 191516 -         | 2003 US112               | 20 ottobre 2003  | LINEAR                    |
| 191517 -         | 2003 UK116               | 21 ottobre 2003  | LINEAR                    |
| 191518 -         | 2003 UA129               | 21 ottobre 2003  | Spacewatch                |
| 191519 -         | 2003 UD133               | 20 ottobre 2003  | NEAT                      |
| 191520 -         | 2003 UE148               | 19 ottobre 2003  | Spacewatch                |
| 191521 -         | 2003 UJ152               | 21 ottobre 2003  | Spacewatch                |
| 191522 -         | 2003 US158               | 20 ottobre 2003  | Spacewatch                |
| 191523 -         | 2003 UD173               | 20 ottobre 2003  | NEAT                      |
| 191524 -         | 2003 UN177               | 21 ottobre 2003  | NEAT                      |
| 191525 -         | 2003 UW183               | 21 ottobre 2003  | NEAT                      |
| 191526 -         | 2003 UV186               | 22 ottobre 2003  | LINEAR                    |
| 191527 -         | 2003 UA193               | 20 ottobre 2003  | Spacewatch                |
| 191528 -         | 2003 UV193               | 20 ottobre 2003  | Spacewatch                |
| 191529 -         | 2003 UX196               | 21 ottobre 2003  | Spacewatch                |
| 191530 -         | 2003 UX197               | 21 ottobre 2003  | LONEOS                    |
| 191531 -         | 2003 UQ198               | 21 ottobre 2003  | Spacewatch                |
| 191532 -         | 2003 UV199               | 21 ottobre 2003  | LINEAR                    |
| 191533 -         | 2003 UV208               | 22 ottobre 2003  | Spacewatch                |
| 191534 -         | 2003 UM211               | 23 ottobre 2003  | Spacewatch                |
| 191535 -         | 2003 UE218               | 21 ottobre 2003  | LINEAR                    |
| 191536 -         | 2003 UY222               | 22 ottobre 2003  | LINEAR                    |
| 191537 -         | 2003 UL223               | 22 ottobre 2003  | LINEAR                    |
| 191538 -         | 2003 UR227               | 23 ottobre 2003  | Spacewatch                |
| 191539 -         | 2003 UL230               | 23 ottobre 2003  | Spacewatch                |
| 191540 -         | 2003 UF236               | 22 ottobre 2003  | Spacewatch                |
| 191541 -         | 2003 UF238               | 23 ottobre 2003  | NEAT                      |
| 191542 -         | 2003 UM244               | 24 ottobre 2003  | Spacewatch                |
| 191543 -         | 2003 UJ249               | 25 ottobre 2003  | LINEAR                    |
| 191544 -         | 2003 UA255               | 25 ottobre 2003  | Spacewatch                |
| 191545 -         | 2003 UZ261               | 26 ottobre 2003  | LINEAR                    |
| 191546 -         | 2003 UV268               | 28 ottobre 2003  | LINEAR                    |
| 191547 -         | 2003 UB269               | 28 ottobre 2003  | NEAT                      |
| 191548 -         | 2003 UG278               | 25 ottobre 2003  | LINEAR                    |
| 191549 -         | 2003 UL293               | 18 ottobre 2003  | LINEAR                    |
| 191550 -         | 2003 UL299               | 16 ottobre 2003  | Spacewatch                |
| 191551 Glücklich | 2003 VK1                 | 6 novembre 2003  | Sárneczky, K., Sipocz, B. |
| 191552 -         | 2003 VC8                 | 14 novembre 2003 | NEAT                      |
| 191553 -         | 2003 WV14                | 16 novembre 2003 | Spacewatch                |
| 191554 -         | 2003 WC15                | 16 novembre 2003 | Spacewatch                |
| 191555 -         | 2003 WC20                | 19 novembre 2003 | LINEAR                    |
| 191556 -         | 2003 WM44                | 19 novembre 2003 | NEAT                      |
| 191557 -         | 2003 WT63                | 19 novembre 2003 | Spacewatch                |
| 191558 -         | 2003 WO65                | 19 novembre 2003 | Spacewatch                |
| 191559 -         | 2003 WE69                | 19 novembre 2003 | Spacewatch                |
| 191560 -         | 2003 WR69                | 19 novembre 2003 | Spacewatch                |
| 191561 -         | 2003 WT74                | 20 novembre 2003 | LINEAR                    |
| 191562 -         | 2003 WD81                | 20 novembre 2003 | LINEAR                    |
| 191563 -         | 2003 WJ102               | 21 novembre 2003 | NEAT                      |
| 191564 -         | 2003 WZ112               | 20 novembre 2003 | LINEAR                    |
| 191565 -         | 2003 WX128               | 21 novembre 2003 | NEAT                      |
| 191566 -         | 2003 WN139               | 21 novembre 2003 | LINEAR                    |
| 191567 -         | 2003 WX146               | 23 novembre 2003 | LINEAR                    |
| 191568 -         | 2003 WR151               | 26 novembre 2003 | LINEAR                    |
| 191569 -         | 2003 WZ153               | 29 novembre 2003 | LINEAR                    |
| 191570 -         | 2003 WQ162               | 30 novembre 2003 | LINEAR                    |
| 191571 -         | 2003 WX170               | 21 novembre 2003 | CSS                       |
| 191572 -         | 2003 WU189               | 22 novembre 2003 | CSS                       |
| 191573 -         | 2003 XZ10                | 10 dicembre 2003 | NEAT                      |
| 191574 -         | 2003 XF14                | 15 dicembre 2003 | LINEAR                    |
| 191575 -         | 2003 XP25                | 1 dicembre 2003  | LINEAR                    |
| 191576 -         | 2003 XM30                | 1 dicembre 2003  | Spacewatch                |
| 191577 -         | 2003 XU32                | 1 dicembre 2003  | Spacewatch                |
| 191578 -         | 2003 XH35                | 3 dicembre 2003  | LINEAR                    |
| 191579 -         | 2003 YB6                 | 17 dicembre 2003 | LINEAR                    |
| 191580 -         | 2003 YR53                | 19 dicembre 2003 | LINEAR                    |
| 191581 -         | 2003 YC64                | 19 dicembre 2003 | LINEAR                    |
| 191582 Kikadolfi | 2003 YK69                | 20 dicembre 2003 | Tesi, L., Fagioli, G.     |
| 191583 -         | 2003 YF105               | 22 dicembre 2003 | LINEAR                    |
| 191584 -         | 2004 BA143               | 19 gennaio 2004  | Spacewatch                |
| 191585 -         | 2004 CO63                | 12 febbraio 2004 | NEAT                      |
| 191586 -         | 2004 DU49                | 22 febbraio 2004 | LINEAR                    |
| 191587 -         | 2004 EJ6                 | 12 marzo 2004    | NEAT                      |
| 191588 -         | 2004 EO73                | 15 marzo 2004    | CSS                       |
| 191589 -         | 2004 FQ5                 | 19 marzo 2004    | NEAT                      |
| 191590 -         | 2004 FN29                | 24 marzo 2004    | Bickel, W.                |
| 191591 -         | 2004 FR38                | 17 marzo 2004    | LINEAR                    |
| 191592 -         | 2004 FX46                | 17 marzo 2004    | LINEAR                    |
| 191593 -         | 2004 FD68                | 20 marzo 2004    | LINEAR                    |
| 191594 -         | 2004 FC90                | 20 marzo 2004    | LINEAR                    |
| 191595 -         | 2004 FF109               | 24 marzo 2004    | LONEOS                    |
| 191596 -         | 2004 FX121               | 24 marzo 2004    | LONEOS                    |
| 191597 -         | 2004 FX125               | 27 marzo 2004    | LINEAR                    |
| 191598 -         | 2004 FT142               | 27 marzo 2004    | LINEAR                    |
| 191599 -         | 2004 FN143               | 28 marzo 2004    | LINEAR                    |
| 191600 -         | 2004 FW146               | 22 marzo 2004    | LINEAR                    |

## 191601-191700
| Nome     | Designazione provvisoria | Data di scoperta  | Scopritore           |
| -------- | ------------------------ | ----------------- | -------------------- |
| 191601 - | 2004 GY13                | 13 aprile 2004    | CSS                  |
| 191602 - | 2004 GB30                | 12 aprile 2004    | Spacewatch           |
| 191603 - | 2004 GH37                | 14 aprile 2004    | LONEOS               |
| 191604 - | 2004 GL48                | 12 aprile 2004    | Spacewatch           |
| 191605 - | 2004 GA59                | 12 aprile 2004    | NEAT                 |
| 191606 - | 2004 GN74                | 15 aprile 2004    | NEAT                 |
| 191607 - | 2004 HD7                 | 16 aprile 2004    | NEAT                 |
| 191608 - | 2004 HP10                | 17 aprile 2004    | LINEAR               |
| 191609 - | 2004 HA18                | 17 aprile 2004    | LINEAR               |
| 191610 - | 2004 HW24                | 19 aprile 2004    | LINEAR               |
| 191611 - | 2004 HU45                | 21 aprile 2004    | LINEAR               |
| 191612 - | 2004 HT48                | 22 aprile 2004    | Siding Spring Survey |
| 191613 - | 2004 HS50                | 23 aprile 2004    | Spacewatch           |
| 191614 - | 2004 JH6                 | 8 maggio 2004     | NEAT                 |
| 191615 - | 2004 JE7                 | 8 maggio 2004     | NEAT                 |
| 191616 - | 2004 JO22                | 9 maggio 2004     | NEAT                 |
| 191617 - | 2004 JN24                | 15 maggio 2004    | LINEAR               |
| 191618 - | 2004 JB42                | 15 maggio 2004    | LINEAR               |
| 191619 - | 2004 KJ7                 | 19 maggio 2004    | LINEAR               |
| 191620 - | 2004 LH5                 | 12 giugno 2004    | NEAT                 |
| 191621 - | 2004 MN3                 | 19 giugno 2004    | Young, J. W.         |
| 191622 - | 2004 MK8                 | 27 giugno 2004    | Siding Spring Survey |
| 191623 - | 2004 NB1                 | 7 luglio 2004     | CINEOS               |
| 191624 - | 2004 NJ1                 | 9 luglio 2004     | NEAT                 |
| 191625 - | 2004 NO3                 | 12 luglio 2004    | Broughton, J.        |
| 191626 - | 2004 NF15                | 11 luglio 2004    | LINEAR               |
| 191627 - | 2004 NF16                | 11 luglio 2004    | LINEAR               |
| 191628 - | 2004 NE17                | 11 luglio 2004    | LINEAR               |
| 191629 - | 2004 NJ17                | 11 luglio 2004    | LINEAR               |
| 191630 - | 2004 NE22                | 11 luglio 2004    | LINEAR               |
| 191631 - | 2004 NN27                | 11 luglio 2004    | LINEAR               |
| 191632 - | 2004 NW27                | 11 luglio 2004    | LINEAR               |
| 191633 - | 2004 OB12                | 17 luglio 2004    | Broughton, J.        |
| 191634 - | 2004 PQ3                 | 3 agosto 2004     | Siding Spring Survey |
| 191635 - | 2004 PD5                 | 6 agosto 2004     | NEAT                 |
| 191636 - | 2004 PF9                 | 6 agosto 2004     | NEAT                 |
| 191637 - | 2004 PX18                | 8 agosto 2004     | LONEOS               |
| 191638 - | 2004 PO20                | 6 agosto 2004     | NEAT                 |
| 191639 - | 2004 PU23                | 8 agosto 2004     | LINEAR               |
| 191640 - | 2004 PK24                | 8 agosto 2004     | LINEAR               |
| 191641 - | 2004 PL24                | 8 agosto 2004     | LINEAR               |
| 191642 - | 2004 PV29                | 7 agosto 2004     | NEAT                 |
| 191643 - | 2004 PX34                | 8 agosto 2004     | LONEOS               |
| 191644 - | 2004 PZ36                | 9 agosto 2004     | LINEAR               |
| 191645 - | 2004 PQ38                | 9 agosto 2004     | LINEAR               |
| 191646 - | 2004 PP40                | 9 agosto 2004     | LINEAR               |
| 191647 - | 2004 PK43                | 6 agosto 2004     | NEAT                 |
| 191648 - | 2004 PP45                | 7 agosto 2004     | NEAT                 |
| 191649 - | 2004 PX46                | 8 agosto 2004     | CINEOS               |
| 191650 - | 2004 PC51                | 8 agosto 2004     | LINEAR               |
| 191651 - | 2004 PU56                | 9 agosto 2004     | LINEAR               |
| 191652 - | 2004 PF57                | 9 agosto 2004     | LINEAR               |
| 191653 - | 2004 PN69                | 7 agosto 2004     | NEAT                 |
| 191654 - | 2004 PQ71                | 8 agosto 2004     | LINEAR               |
| 191655 - | 2004 PT73                | 8 agosto 2004     | LINEAR               |
| 191656 - | 2004 PY81                | 10 agosto 2004    | LINEAR               |
| 191657 - | 2004 PK84                | 10 agosto 2004    | LINEAR               |
| 191658 - | 2004 PG91                | 11 agosto 2004    | LINEAR               |
| 191659 - | 2004 PK101               | 11 agosto 2004    | LINEAR               |
| 191660 - | 2004 PL101               | 11 agosto 2004    | LINEAR               |
| 191661 - | 2004 PP101               | 11 agosto 2004    | LINEAR               |
| 191662 - | 2004 PU102               | 12 agosto 2004    | LINEAR               |
| 191663 - | 2004 PG103               | 12 agosto 2004    | LINEAR               |
| 191664 - | 2004 PQ103               | 12 agosto 2004    | LINEAR               |
| 191665 - | 2004 PA104               | 12 agosto 2004    | LINEAR               |
| 191666 - | 2004 PQ112               | 3 agosto 2004     | Siding Spring Survey |
| 191667 - | 2004 QZ                  | 16 agosto 2004    | NEAT                 |
| 191668 - | 2004 QF4                 | 19 agosto 2004    | Siding Spring Survey |
| 191669 - | 2004 QD11                | 21 agosto 2004    | Siding Spring Survey |
| 191670 - | 2004 QV11                | 21 agosto 2004    | Siding Spring Survey |
| 191671 - | 2004 QC20                | 25 agosto 2004    | Wise                 |
| 191672 - | 2004 RT10                | 7 settembre 2004  | Ory, M.              |
| 191673 - | 2004 RR19                | 7 settembre 2004  | NEAT                 |
| 191674 - | 2004 RG35                | 7 settembre 2004  | LINEAR               |
| 191675 - | 2004 RP38                | 7 settembre 2004  | Spacewatch           |
| 191676 - | 2004 RR46                | 8 settembre 2004  | LINEAR               |
| 191677 - | 2004 RH47                | 8 settembre 2004  | LINEAR               |
| 191678 - | 2004 RS58                | 8 settembre 2004  | LINEAR               |
| 191679 - | 2004 RV63                | 8 settembre 2004  | LINEAR               |
| 191680 - | 2004 RE67                | 8 settembre 2004  | LINEAR               |
| 191681 - | 2004 RJ75                | 8 settembre 2004  | LINEAR               |
| 191682 - | 2004 RG76                | 8 settembre 2004  | LINEAR               |
| 191683 - | 2004 RX76                | 8 settembre 2004  | LINEAR               |
| 191684 - | 2004 RK78                | 8 settembre 2004  | LINEAR               |
| 191685 - | 2004 RO79                | 8 settembre 2004  | NEAT                 |
| 191686 - | 2004 RA86                | 7 settembre 2004  | LINEAR               |
| 191687 - | 2004 RK95                | 8 settembre 2004  | LINEAR               |
| 191688 - | 2004 RC107               | 9 settembre 2004  | LINEAR               |
| 191689 - | 2004 RZ136               | 8 settembre 2004  | CINEOS               |
| 191690 - | 2004 RY142               | 8 settembre 2004  | NEAT                 |
| 191691 - | 2004 RK144               | 8 settembre 2004  | NEAT                 |
| 191692 - | 2004 RN149               | 9 settembre 2004  | LINEAR               |
| 191693 - | 2004 RG150               | 9 settembre 2004  | LINEAR               |
| 191694 - | 2004 RL151               | 9 settembre 2004  | LINEAR               |
| 191695 - | 2004 RK154               | 10 settembre 2004 | LINEAR               |
| 191696 - | 2004 RB160               | 10 settembre 2004 | LINEAR               |
| 191697 - | 2004 RR162               | 11 settembre 2004 | LINEAR               |
| 191698 - | 2004 RV163               | 10 settembre 2004 | LINEAR               |
| 191699 - | 2004 RX167               | 7 settembre 2004  | Spacewatch           |
| 191700 - | 2004 RG168               | 8 settembre 2004  | LINEAR               |

## 191701-191800
| Nome            | Designazione provvisoria | Data di scoperta  | Scopritore           |
| --------------- | ------------------------ | ----------------- | -------------------- |
| 191701 -        | 2004 RP169               | 8 settembre 2004  | LINEAR               |
| 191702 -        | 2004 RQ170               | 8 settembre 2004  | NEAT                 |
| 191703 -        | 2004 RB172               | 9 settembre 2004  | LINEAR               |
| 191704 -        | 2004 RF172               | 9 settembre 2004  | LINEAR               |
| 191705 -        | 2004 RR188               | 10 settembre 2004 | LINEAR               |
| 191706 -        | 2004 RX188               | 10 settembre 2004 | LINEAR               |
| 191707 -        | 2004 RY192               | 10 settembre 2004 | LINEAR               |
| 191708 -        | 2004 RQ194               | 10 settembre 2004 | LINEAR               |
| 191709 -        | 2004 RT194               | 10 settembre 2004 | LINEAR               |
| 191710 -        | 2004 RW195               | 10 settembre 2004 | LINEAR               |
| 191711 -        | 2004 RQ196               | 10 settembre 2004 | LINEAR               |
| 191712 -        | 2004 RT196               | 10 settembre 2004 | LINEAR               |
| 191713 -        | 2004 RE199               | 10 settembre 2004 | LINEAR               |
| 191714 -        | 2004 RX199               | 10 settembre 2004 | LINEAR               |
| 191715 -        | 2004 RG201               | 10 settembre 2004 | LINEAR               |
| 191716 -        | 2004 RX206               | 11 settembre 2004 | LINEAR               |
| 191717 -        | 2004 RZ214               | 11 settembre 2004 | LINEAR               |
| 191718 -        | 2004 RL218               | 11 settembre 2004 | LINEAR               |
| 191719 -        | 2004 RO220               | 11 settembre 2004 | LINEAR               |
| 191720 -        | 2004 RG224               | 8 settembre 2004  | LINEAR               |
| 191721 -        | 2004 RP228               | 9 settembre 2004  | Spacewatch           |
| 191722 -        | 2004 RZ229               | 9 settembre 2004  | Spacewatch           |
| 191723 -        | 2004 RE237               | 10 settembre 2004 | Spacewatch           |
| 191724 -        | 2004 RJ246               | 10 settembre 2004 | Spacewatch           |
| 191725 -        | 2004 RM276               | 13 settembre 2004 | Spacewatch           |
| 191726 -        | 2004 RV287               | 15 settembre 2004 | Yeung, W. K. Y.      |
| 191727 -        | 2004 RK293               | 11 settembre 2004 | LINEAR               |
| 191728 -        | 2004 RK305               | 12 settembre 2004 | LINEAR               |
| 191729 -        | 2004 RZ306               | 12 settembre 2004 | LINEAR               |
| 191730 -        | 2004 RL309               | 13 settembre 2004 | LINEAR               |
| 191731 -        | 2004 RZ309               | 13 settembre 2004 | LINEAR               |
| 191732 -        | 2004 RD310               | 13 settembre 2004 | LINEAR               |
| 191733 -        | 2004 RV312               | 15 settembre 2004 | Spacewatch           |
| 191734 -        | 2004 RU323               | 13 settembre 2004 | LINEAR               |
| 191735 -        | 2004 RN325               | 13 settembre 2004 | LINEAR               |
| 191736 -        | 2004 RV325               | 13 settembre 2004 | LINEAR               |
| 191737 -        | 2004 RE326               | 13 settembre 2004 | LINEAR               |
| 191738 -        | 2004 RR333               | 15 settembre 2004 | LONEOS               |
| 191739 -        | 2004 RO338               | 15 settembre 2004 | Spacewatch           |
| 191740 -        | 2004 SB12                | 16 settembre 2004 | Siding Spring Survey |
| 191741 -        | 2004 SC12                | 16 settembre 2004 | Siding Spring Survey |
| 191742 -        | 2004 SA13                | 17 settembre 2004 | LONEOS               |
| 191743 -        | 2004 SZ13                | 17 settembre 2004 | LINEAR               |
| 191744 -        | 2004 SX15                | 17 settembre 2004 | LONEOS               |
| 191745 -        | 2004 SM20                | 17 settembre 2004 | Yeung, W. K. Y.      |
| 191746 -        | 2004 SQ22                | 17 settembre 2004 | LINEAR               |
| 191747 -        | 2004 SV29                | 17 settembre 2004 | LINEAR               |
| 191748 -        | 2004 SZ40                | 17 settembre 2004 | LINEAR               |
| 191749 -        | 2004 SO42                | 18 settembre 2004 | LINEAR               |
| 191750 -        | 2004 ST48                | 21 settembre 2004 | LINEAR               |
| 191751 -        | 2004 SC50                | 22 settembre 2004 | LINEAR               |
| 191752 -        | 2004 SE50                | 22 settembre 2004 | LINEAR               |
| 191753 -        | 2004 SD51                | 22 settembre 2004 | Spacewatch           |
| 191754 -        | 2004 SC52                | 17 settembre 2004 | LINEAR               |
| 191755 -        | 2004 SQ54                | 22 settembre 2004 | LINEAR               |
| 191756 -        | 2004 SU54                | 22 settembre 2004 | LINEAR               |
| 191757 -        | 2004 SP60                | 16 settembre 2004 | Spacewatch           |
| 191758 -        | 2004 TV1                 | 3 ottobre 2004    | NEAT                 |
| 191759 -        | 2004 TA12                | 6 ottobre 2004    | Tucker, R. A.        |
| 191760 -        | 2004 TH12                | 7 ottobre 2004    | Tucker, R. A.        |
| 191761 -        | 2004 TK23                | 4 ottobre 2004    | Spacewatch           |
| 191762 -        | 2004 TU34                | 4 ottobre 2004    | LONEOS               |
| 191763 -        | 2004 TB42                | 4 ottobre 2004    | Spacewatch           |
| 191764 -        | 2004 TH45                | 4 ottobre 2004    | Spacewatch           |
| 191765 -        | 2004 TF48                | 4 ottobre 2004    | Spacewatch           |
| 191766 -        | 2004 TF50                | 4 ottobre 2004    | Spacewatch           |
| 191767 -        | 2004 TH51                | 4 ottobre 2004    | Spacewatch           |
| 191768 -        | 2004 TJ51                | 4 ottobre 2004    | Spacewatch           |
| 191769 -        | 2004 TB53                | 4 ottobre 2004    | Spacewatch           |
| 191770 -        | 2004 TA55                | 4 ottobre 2004    | Spacewatch           |
| 191771 -        | 2004 TH68                | 5 ottobre 2004    | LONEOS               |
| 191772 -        | 2004 TE71                | 6 ottobre 2004    | Spacewatch           |
| 191773 -        | 2004 TM73                | 6 ottobre 2004    | Spacewatch           |
| 191774 -        | 2004 TA76                | 6 ottobre 2004    | NEAT                 |
| 191775 Poczobut | 2004 TQ77                | 12 ottobre 2004   | Moletai              |
| 191776 -        | 2004 TC79                | 4 ottobre 2004    | LONEOS               |
| 191777 -        | 2004 TN85                | 5 ottobre 2004    | Spacewatch           |
| 191778 -        | 2004 TA86                | 5 ottobre 2004    | Spacewatch           |
| 191779 -        | 2004 TT91                | 5 ottobre 2004    | Spacewatch           |
| 191780 -        | 2004 TA99                | 5 ottobre 2004    | Spacewatch           |
| 191781 -        | 2004 TS99                | 5 ottobre 2004    | Spacewatch           |
| 191782 -        | 2004 TW113               | 7 ottobre 2004    | NEAT                 |
| 191783 -        | 2004 TX115               | 15 ottobre 2004   | Goodricke-Pigott     |
| 191784 -        | 2004 TP122               | 7 ottobre 2004    | LONEOS               |
| 191785 -        | 2004 TP124               | 7 ottobre 2004    | LINEAR               |
| 191786 -        | 2004 TZ125               | 7 ottobre 2004    | LINEAR               |
| 191787 -        | 2004 TZ126               | 7 ottobre 2004    | LINEAR               |
| 191788 -        | 2004 TQ131               | 7 ottobre 2004    | LONEOS               |
| 191789 -        | 2004 TG132               | 7 ottobre 2004    | LONEOS               |
| 191790 -        | 2004 TC134               | 7 ottobre 2004    | NEAT                 |
| 191791 -        | 2004 TM134               | 7 ottobre 2004    | NEAT                 |
| 191792 -        | 2004 TV136               | 8 ottobre 2004    | LONEOS               |
| 191793 -        | 2004 TK154               | 6 ottobre 2004    | Spacewatch           |
| 191794 -        | 2004 TO161               | 6 ottobre 2004    | Spacewatch           |
| 191795 -        | 2004 TK170               | 7 ottobre 2004    | LINEAR               |
| 191796 -        | 2004 TQ178               | 7 ottobre 2004    | Spacewatch           |
| 191797 -        | 2004 TQ203               | 7 ottobre 2004    | Spacewatch           |
| 191798 -        | 2004 TA205               | 7 ottobre 2004    | Spacewatch           |
| 191799 -        | 2004 TL205               | 7 ottobre 2004    | Spacewatch           |
| 191800 -        | 2004 TW211               | 8 ottobre 2004    | Spacewatch           |

## 191801-191900
| Nome                 | Designazione provvisoria | Data di scoperta | Scopritore          |
| -------------------- | ------------------------ | ---------------- | ------------------- |
| 191801 -             | 2004 TC219               | 5 ottobre 2004   | Spacewatch          |
| 191802 -             | 2004 TZ220               | 7 ottobre 2004   | LINEAR              |
| 191803 -             | 2004 TJ223               | 7 ottobre 2004   | LINEAR              |
| 191804 -             | 2004 TX223               | 8 ottobre 2004   | Spacewatch          |
| 191805 -             | 2004 TS229               | 8 ottobre 2004   | Spacewatch          |
| 191806 -             | 2004 TG247               | 7 ottobre 2004   | LINEAR              |
| 191807 -             | 2004 TX247               | 7 ottobre 2004   | LINEAR              |
| 191808 -             | 2004 TX261               | 9 ottobre 2004   | LINEAR              |
| 191809 -             | 2004 TO263               | 9 ottobre 2004   | Spacewatch          |
| 191810 -             | 2004 TY276               | 9 ottobre 2004   | Spacewatch          |
| 191811 -             | 2004 TJ279               | 10 ottobre 2004  | LINEAR              |
| 191812 -             | 2004 TV280               | 10 ottobre 2004  | Spacewatch          |
| 191813 -             | 2004 TK286               | 8 ottobre 2004   | Spacewatch          |
| 191814 -             | 2004 TT292               | 10 ottobre 2004  | LINEAR              |
| 191815 -             | 2004 TR294               | 10 ottobre 2004  | Spacewatch          |
| 191816 -             | 2004 TO295               | 10 ottobre 2004  | Spacewatch          |
| 191817 -             | 2004 TY302               | 9 ottobre 2004   | LINEAR              |
| 191818 -             | 2004 TU306               | 10 ottobre 2004  | LINEAR              |
| 191819 -             | 2004 TV321               | 11 ottobre 2004  | Spacewatch          |
| 191820 -             | 2004 TO326               | 14 ottobre 2004  | NEAT                |
| 191821 -             | 2004 TT359               | 9 ottobre 2004   | LINEAR              |
| 191822 -             | 2004 TY361               | 14 ottobre 2004  | LONEOS              |
| 191823 -             | 2004 UX1                 | 16 ottobre 2004  | LINEAR              |
| 191824 -             | 2004 UA3                 | 18 ottobre 2004  | LINEAR              |
| 191825 -             | 2004 UV5                 | 20 ottobre 2004  | LINEAR              |
| 191826 -             | 2004 UZ7                 | 21 ottobre 2004  | LINEAR              |
| 191827 -             | 2004 UW9                 | 18 ottobre 2004  | LINEAR              |
| 191828 -             | 2004 VF                  | 2 novembre 2004  | NEAT                |
| 191829 -             | 2004 VR                  | 2 novembre 2004  | LONEOS              |
| 191830 -             | 2004 VC2                 | 2 novembre 2004  | LONEOS              |
| 191831 -             | 2004 VO3                 | 3 novembre 2004  | Spacewatch          |
| 191832 -             | 2004 VS7                 | 3 novembre 2004  | Spacewatch          |
| 191833 -             | 2004 VY7                 | 3 novembre 2004  | Spacewatch          |
| 191834 -             | 2004 VT9                 | 3 novembre 2004  | LONEOS              |
| 191835 -             | 2004 VU10                | 3 novembre 2004  | CSS                 |
| 191836 -             | 2004 VG13                | 3 novembre 2004  | NEAT                |
| 191837 -             | 2004 VU13                | 3 novembre 2004  | CSS                 |
| 191838 -             | 2004 VR14                | 4 novembre 2004  | CSS                 |
| 191839 -             | 2004 VJ16                | 4 novembre 2004  | Needville           |
| 191840 -             | 2004 VG17                | 3 novembre 2004  | Spacewatch          |
| 191841 -             | 2004 VO20                | 4 novembre 2004  | CSS                 |
| 191842 -             | 2004 VL24                | 5 novembre 2004  | Needville           |
| 191843 -             | 2004 VD26                | 4 novembre 2004  | CSS                 |
| 191844 -             | 2004 VY26                | 4 novembre 2004  | CSS                 |
| 191845 -             | 2004 VG34                | 3 novembre 2004  | Spacewatch          |
| 191846 -             | 2004 VO37                | 4 novembre 2004  | Spacewatch          |
| 191847 -             | 2004 VB39                | 4 novembre 2004  | Spacewatch          |
| 191848 -             | 2004 VP47                | 4 novembre 2004  | Spacewatch          |
| 191849 -             | 2004 VZ48                | 4 novembre 2004  | Spacewatch          |
| 191850 -             | 2004 VV54                | 7 novembre 2004  | Bickel, W.          |
| 191851 -             | 2004 VE57                | 5 novembre 2004  | LINEAR              |
| 191852 -             | 2004 VZ58                | 9 novembre 2004  | CSS                 |
| 191853 -             | 2004 VH59                | 9 novembre 2004  | CSS                 |
| 191854 -             | 2004 VV61                | 6 novembre 2004  | LINEAR              |
| 191855 -             | 2004 VX61                | 6 novembre 2004  | LINEAR              |
| 191856 Almáriván     | 2004 VW69                | 11 novembre 2004 | Sárneczky, K.       |
| 191857 Illéserzsébet | 2004 VA70                | 12 novembre 2004 | Sárneczky, K.       |
| 191858 -             | 2004 WV4                 | 18 novembre 2004 | CINEOS              |
| 191859 -             | 2004 WJ7                 | 19 novembre 2004 | LINEAR              |
| 191860 -             | 2004 WX8                 | 18 novembre 2004 | LINEAR              |
| 191861 -             | 2004 XK8                 | 2 dicembre 2004  | NEAT                |
| 191862 -             | 2004 XQ10                | 3 dicembre 2004  | Spacewatch          |
| 191863 -             | 2004 XG19                | 8 dicembre 2004  | LINEAR              |
| 191864 -             | 2004 XV22                | 8 dicembre 2004  | LINEAR              |
| 191865 -             | 2004 XO28                | 10 dicembre 2004 | LINEAR              |
| 191866 -             | 2004 XW31                | 10 dicembre 2004 | Spacewatch          |
| 191867 -             | 2004 XJ34                | 11 dicembre 2004 | LINEAR              |
| 191868 -             | 2004 XD72                | 14 dicembre 2004 | LONEOS              |
| 191869 -             | 2004 XH72                | 14 dicembre 2004 | CSS                 |
| 191870 -             | 2004 XT76                | 10 dicembre 2004 | LINEAR              |
| 191871 -             | 2004 XP81                | 10 dicembre 2004 | LINEAR              |
| 191872 -             | 2004 XW82                | 11 dicembre 2004 | Spacewatch          |
| 191873 -             | 2004 XR83                | 11 dicembre 2004 | Spacewatch          |
| 191874 -             | 2004 XR89                | 11 dicembre 2004 | Spacewatch          |
| 191875 -             | 2004 XY92                | 11 dicembre 2004 | LINEAR              |
| 191876 -             | 2004 XC97                | 11 dicembre 2004 | Spacewatch          |
| 191877 -             | 2004 XQ101               | 14 dicembre 2004 | CSS                 |
| 191878 -             | 2004 XA103               | 14 dicembre 2004 | LONEOS              |
| 191879 -             | 2004 XQ107               | 11 dicembre 2004 | LINEAR              |
| 191880 -             | 2004 XJ108               | 11 dicembre 2004 | LINEAR              |
| 191881 -             | 2004 XM108               | 2 dicembre 2004  | CSS                 |
| 191882 -             | 2004 XS108               | 11 dicembre 2004 | LINEAR              |
| 191883 -             | 2004 XC144               | 12 dicembre 2004 | LINEAR              |
| 191884 -             | 2004 XC145               | 13 dicembre 2004 | LINEAR              |
| 191885 -             | 2004 XJ157               | 14 dicembre 2004 | LINEAR              |
| 191886 -             | 2004 XR161               | 15 dicembre 2004 | LINEAR              |
| 191887 -             | 2004 XU173               | 10 dicembre 2004 | LINEAR              |
| 191888 -             | 2004 XP182               | 2 dicembre 2004  | LONEOS              |
| 191889 -             | 2004 YK19                | 18 dicembre 2004 | Mount Lemmon Survey |
| 191890 -             | 2004 YA21                | 18 dicembre 2004 | Mount Lemmon Survey |
| 191891 -             | 2004 YA29                | 16 dicembre 2004 | Spacewatch          |
| 191892 -             | 2005 AZ11                | 6 gennaio 2005   | LINEAR              |
| 191893 -             | 2005 AS17                | 6 gennaio 2005   | LINEAR              |
| 191894 -             | 2005 AN20                | 6 gennaio 2005   | LINEAR              |
| 191895 -             | 2005 AL31                | 11 gennaio 2005  | LINEAR              |
| 191896 -             | 2005 AH51                | 13 gennaio 2005  | CSS                 |
| 191897 -             | 2005 AW55                | 15 gennaio 2005  | LINEAR              |
| 191898 -             | 2005 AJ79                | 15 gennaio 2005  | Spacewatch          |
| 191899 -             | 2005 BP1                 | 17 gennaio 2005  | Klet                |
| 191900 -             | 2005 BX6                 | 16 gennaio 2005  | LINEAR              |

## 191901-192000
| Nome                 | Designazione provvisoria | Data di scoperta  | Scopritore          |
| -------------------- | ------------------------ | ----------------- | ------------------- |
| 191901 -             | 2005 BK20                | 16 gennaio 2005   | LINEAR              |
| 191902 -             | 2005 BU45                | 16 gennaio 2005   | Veillet, C.         |
| 191903 -             | 2005 CE27                | 2 febbraio 2005   | Spacewatch          |
| 191904 -             | 2005 CU37                | 4 febbraio 2005   | Mayhill             |
| 191905 -             | 2005 CF57                | 2 febbraio 2005   | LINEAR              |
| 191906 -             | 2005 EY35                | 4 marzo 2005      | CSS                 |
| 191907 -             | 2005 EN115               | 4 marzo 2005      | LINEAR              |
| 191908 -             | 2005 EX121               | 8 marzo 2005      | LINEAR              |
| 191909 -             | 2005 EV142               | 10 marzo 2005     | CSS                 |
| 191910 Elizawilliams | 2005 EO258               | 11 marzo 2005     | Mount Lemmon Survey |
| 191911 Nilerodgers   | 2005 GG41                | 5 aprile 2005     | Mount Lemmon Survey |
| 191912 -             | 2005 JL133               | 14 maggio 2005    | Spacewatch          |
| 191913 -             | 2005 LO25                | 8 giugno 2005     | Spacewatch          |
| 191914 -             | 2005 MT14                | 29 giugno 2005    | Spacewatch          |
| 191915 -             | 2005 MJ19                | 29 giugno 2005    | NEAT                |
| 191916 -             | 2005 OJ2                 | 28 luglio 2005    | Broughton, J.       |
| 191917 -             | 2005 QO71                | 29 agosto 2005    | LINEAR              |
| 191918 -             | 2005 QV73                | 29 agosto 2005    | LONEOS              |
| 191919 -             | 2005 QS157               | 27 agosto 2005    | LONEOS              |
| 191920 -             | 2005 SV29                | 23 settembre 2005 | Spacewatch          |
| 191921 -             | 2005 SQ33                | 23 settembre 2005 | Spacewatch          |
| 191922 -             | 2005 SB48                | 24 settembre 2005 | Spacewatch          |
| 191923 -             | 2005 SU51                | 24 settembre 2005 | Spacewatch          |
| 191924 -             | 2005 SG64                | 26 settembre 2005 | Spacewatch          |
| 191925 -             | 2005 SS66                | 27 settembre 2005 | Spacewatch          |
| 191926 -             | 2005 SA83                | 24 settembre 2005 | Spacewatch          |
| 191927 -             | 2005 SV89                | 24 settembre 2005 | Spacewatch          |
| 191928 -             | 2005 SR105               | 25 settembre 2005 | NEAT                |
| 191929 -             | 2005 SN217               | 30 settembre 2005 | NEAT                |
| 191930 -             | 2005 SC257               | 22 settembre 2005 | NEAT                |
| 191931 -             | 2005 TU99                | 7 ottobre 2005    | LINEAR              |
| 191932 -             | 2005 TE104               | 8 ottobre 2005    | LINEAR              |
| 191933 -             | 2005 TL105               | 8 ottobre 2005    | LINEAR              |
| 191934 -             | 2005 TX107               | 6 ottobre 2005    | Mount Lemmon Survey |
| 191935 -             | 2005 UY2                 | 24 ottobre 2005   | NEAT                |
| 191936 -             | 2005 UM4                 | 23 ottobre 2005   | Hutsebaut, R.       |
| 191937 -             | 2005 UD16                | 22 ottobre 2005   | Spacewatch          |
| 191938 -             | 2005 UA17                | 22 ottobre 2005   | Spacewatch          |
| 191939 -             | 2005 UV23                | 23 ottobre 2005   | Spacewatch          |
| 191940 -             | 2005 UV25                | 23 ottobre 2005   | Spacewatch          |
| 191941 -             | 2005 UE40                | 24 ottobre 2005   | Spacewatch          |
| 191942 -             | 2005 UH43                | 22 ottobre 2005   | Spacewatch          |
| 191943 -             | 2005 UM46                | 22 ottobre 2005   | Spacewatch          |
| 191944 -             | 2005 UG48                | 22 ottobre 2005   | NEAT                |
| 191945 -             | 2005 UC72                | 23 ottobre 2005   | CSS                 |
| 191946 -             | 2005 UL86                | 22 ottobre 2005   | Spacewatch          |
| 191947 -             | 2005 UZ100               | 22 ottobre 2005   | Spacewatch          |
| 191948 -             | 2005 UL105               | 22 ottobre 2005   | Spacewatch          |
| 191949 -             | 2005 UW105               | 22 ottobre 2005   | Spacewatch          |
| 191950 -             | 2005 UY111               | 22 ottobre 2005   | Spacewatch          |
| 191951 -             | 2005 UG112               | 22 ottobre 2005   | Spacewatch          |
| 191952 -             | 2005 UF117               | 23 ottobre 2005   | CSS                 |
| 191953 -             | 2005 UJ123               | 24 ottobre 2005   | Spacewatch          |
| 191954 -             | 2005 UQ153               | 26 ottobre 2005   | Spacewatch          |
| 191955 -             | 2005 UB155               | 26 ottobre 2005   | Spacewatch          |
| 191956 -             | 2005 UG177               | 24 ottobre 2005   | Spacewatch          |
| 191957 -             | 2005 UP227               | 25 ottobre 2005   | Spacewatch          |
| 191958 -             | 2005 UY228               | 25 ottobre 2005   | Spacewatch          |
| 191959 -             | 2005 UL241               | 25 ottobre 2005   | Spacewatch          |
| 191960 -             | 2005 UY356               | 31 ottobre 2005   | Mount Lemmon Survey |
| 191961 -             | 2005 UV442               | 30 ottobre 2005   | CSS                 |
| 191962 -             | 2005 UJ483               | 22 ottobre 2005   | CSS                 |
| 191963 -             | 2005 VW3                 | 6 novembre 2005   | LINEAR              |
| 191964 -             | 2005 VF7                 | 12 novembre 2005  | LINEAR              |
| 191965 -             | 2005 VB15                | 14 novembre 2005  | LINEAR              |
| 191966 -             | 2005 VU17                | 4 novembre 2005   | Mount Lemmon Survey |
| 191967 -             | 2005 VV33                | 2 novembre 2005   | Mount Lemmon Survey |
| 191968 -             | 2005 VA43                | 4 novembre 2005   | Spacewatch          |
| 191969 -             | 2005 VD61                | 5 novembre 2005   | CSS                 |
| 191970 -             | 2005 WF3                 | 20 novembre 2005  | LONEOS              |
| 191971 -             | 2005 WK14                | 22 novembre 2005  | Spacewatch          |
| 191972 -             | 2005 WR18                | 22 novembre 2005  | Spacewatch          |
| 191973 -             | 2005 WC20                | 21 novembre 2005  | Spacewatch          |
| 191974 -             | 2005 WG31                | 21 novembre 2005  | Spacewatch          |
| 191975 -             | 2005 WN32                | 21 novembre 2005  | Spacewatch          |
| 191976 -             | 2005 WR57                | 21 novembre 2005  | Birtwhistle, P.     |
| 191977 -             | 2005 WW58                | 30 novembre 2005  | Spacewatch          |
| 191978 -             | 2005 WB60                | 21 novembre 2005  | CSS                 |
| 191979 -             | 2005 WZ62                | 25 novembre 2005  | CSS                 |
| 191980 -             | 2005 WB67                | 22 novembre 2005  | Spacewatch          |
| 191981 -             | 2005 WR71                | 21 novembre 2005  | CSS                 |
| 191982 -             | 2005 WV89                | 26 novembre 2005  | CSS                 |
| 191983 -             | 2005 WV94                | 26 novembre 2005  | Spacewatch          |
| 191984 -             | 2005 WQ107               | 25 novembre 2005  | Mount Lemmon Survey |
| 191985 -             | 2005 WB111               | 30 novembre 2005  | Spacewatch          |
| 191986 -             | 2005 WB140               | 26 novembre 2005  | Mount Lemmon Survey |
| 191987 -             | 2005 WK144               | 30 novembre 2005  | NEAT                |
| 191988 -             | 2005 WK153               | 29 novembre 2005  | Spacewatch          |
| 191989 -             | 2005 WS200               | 26 novembre 2005  | Spacewatch          |
| 191990 -             | 2005 WZ208               | 21 novembre 2005  | Spacewatch          |
| 191991 -             | 2005 XR1                 | 2 dicembre 2005   | LINEAR              |
| 191992 -             | 2005 XJ3                 | 1 dicembre 2005   | LINEAR              |
| 191993 -             | 2005 XX7                 | 1 dicembre 2005   | Spacewatch          |
| 191994 -             | 2005 XV21                | 2 dicembre 2005   | LINEAR              |
| 191995 -             | 2005 XG38                | 4 dicembre 2005   | Spacewatch          |
| 191996 -             | 2005 XM48                | 2 dicembre 2005   | LINEAR              |
| 191997 -             | 2005 XK56                | 5 dicembre 2005   | LINEAR              |
| 191998 -             | 2005 XB62                | 5 dicembre 2005   | LINEAR              |
| 191999 -             | 2005 XG64                | 6 dicembre 2005   | Spacewatch          |
| 192000 -             | 2005 XW67                | 5 dicembre 2005   | LINEAR              |